# Derek Cornelius
Derek Austin Cornelius (Ajax, 25 de noviembre de 1997) es un futbolista canadiense que juega en la demarcación de defensa para el Olympique de Marsella de la Ligue 1.

## Selección nacional
Después de jugar en la selección de fútbol sub-21 de Canadá y en la sub-23, finalmente hizo su debut con la selección absoluta el 9 de septiembre de 2018 en un encuentro de clasificación para la Liga de Naciones Concacaf 2019-20 contra las Islas Vírgenes de los Estados Unidos que finalizó con un resultado de 0-8 a favor del combinado canadiense tras los goles de Junior Hoilett, Jonathan Osorio, un doblete de Cyle Larin, un doblete de Lucas Cavallini, y otro del propio Jonathan David.

### Participaciones en Copas América
| Torneo            | Sede           | Resultado     | Partidos | Goles |
| ----------------- | -------------- | ------------- | -------- | ----- |
| Copa América 2024 | Estados Unidos | Cuarto puesto | 6        | 0     |

## Clubes
| Club                   | País     | Año       | Partidos | Goles |
| ---------------------- | -------- | --------- | -------- | ----- |
| VfB Lübeck             | Alemania | 2016      | 1        | 0     |
| VfR Neumünster         | Alemania | 2016      | 17       | 2     |
| FK Javor Ivanjica      | Serbia   | 2017-2018 | 31       | 0     |
| Vancouver Whitecaps FC | Canadá   | 2019-2021 | 39       | 1     |
| Panetolikos (cedido)   | Grecia   | 2021-2022 | 47       | 2     |
| Malmö FF               | Suecia   | 2023-2024 | 48       | 6     |
| Olympique de Marsella  | Francia  | 2024-     | 23       | 0     |

## Palmarés

### Títulos nacionales
| Título         | Club     | País   | Año  |
| -------------- | -------- | ------ | ---- |
| Allsvenskan    | Malmö FF | Suecia | 2023 |
| Copa de Suecia | Malmö FF | Suecia | 2024 |